# Vierre Cloud
Vierre Cloud (nascido em 2000 ou 2001) é um músico australiano de Sydney. É mais conhecido pelo single de drum and bass "Moment", pelo qual recebeu um disco de platina certificado pela Recording Industry Association of America (RIAA).